# Igigu
Die Igigu sind ein Bestandteil der sumerischen und akkadischen Mythologie. Bei den Igigu handelt es sich um eine kleine Gruppe semitischer Gottheiten, die zunächst in das sumerische Pantheon den Anunna-Gottheiten untergeordnet wurden. Die Beziehung zwischen den beiden göttlichen Kategorien ist nicht klar: Manchmal sind die beiden Namen austauschbar, aber im semitischen Mythos der Flut von Atra-ḫasis stellen die Igigi die sechste Generation von Gottheiten dar, die für die Anunnaki arbeiten müssen. Nach ihrer Rebellion werden sie durch die Menschheit ersetzt, die bei dieser Gelegenheit geschaffen wird.

## Etymologie des Wortes
Die Herkunft des Namens, der ursprünglich „i-gi4-gi4“, später auch „í-gì-gì“ geschrieben wurde, ist unbekannt. Bei der Bezeichnung „í-gì-gì“ könnte es sich um ein Wortspiel handeln, da die Silbenkombination im Sumerischen als Zahl interpretiert werden kann, die zu 7, also der Zahl der Großen Götter addiert oder zu 600 multipliziert wurde, was in einigen Traditionen die Gesamtzahl der Götter darstellte.
Weiter wurden folgende Bedeutungen der Silben in der sumerischen Sprache beschrieben:
- „igi“: Augen, sehen, Gesicht, Aspekt, vorderer Aspekt (doppeltes „ig“ Tür).
- „gi“: umzingeln, belagern, blockieren (kreisen + untergehen).
- „gi“: jung (klein oder dünn wie ein Stock).[2]

## Bedeutung
Obwohl die „Igigu“ manchmal synonym mit dem Begriff Anunnaki, der akkadischen Überlieferung, gesehen wird, waren die Igigi im Atrahasis-Mythos die jüngeren Wesen, die Diener der Annunaki, bis diese rebellierten und sie, durch die Erschaffung von Menschen, ersetzt wurden.
Denn im Atraḫasis-Epos wird berichtet, wie die Igigu bis zu ihrem Aufstand Fronarbeiten verrichteten, die ihnen die Anunna-Himmelsgottheiten auferlegten. Die Rebellion der Igigu, vor allem gegen Enlil, wird nach langen Verhandlungen mit der Erschaffung der Menschen beendet, die fortan die Arbeiten der Igigu übernahmen:
Das akkadische Paradies wird im Atraḫasis-Epos als ein Garten beschrieben, in dem niederrangige Gottheiten (die Igigi) von den höherrangigen Gottheiten (den Anunnaki) damit beauftragt werden, einen Wasserlauf zu graben.
- Wenn die Götter, menschenähnlich,
- Ertragen sie die Arbeit, tragen sie die Last,
- Die Last der Götter war groß,
- Die Mühe ist schwer, die Mühe übertrieben.
- Der große Anunnaku, die Sieben,
- Wir ließen die Igigu die Arbeit übernehmen.[5]

Daraufhin rebellieren die Igigi gegen die Unterdrückung durch Enlil, sie zündeten ihre Werkzeuge an und umzingeln nachts Enlils großes Haus. Als der Anunnaki-Rat davon erfährt, dass die Arbeit am Bewässerungskanal der Grund für die Unruhe ist, beschließt er, Menschen zu schaffen, die landwirtschaftliche Arbeit verrichten sollten. Angeführt wird die Rebellion der Igigi gegen die Anunnaki von Kingu,  sie werden aber besiegt. Marduk, Anführer der Anunnaki, nimmt von Kingu sein Me, die Tafeln des Schicksals. Kingu wird daraufhin geopfert, da er der Anführer der rebellischen Igigi war. Sein Blut und sein Geist werden von Ea (Enki) mit Ton vermischt und daraus Männer und Frauen geformt. Auf diese Weise trägt der Mensch etwas Göttliches in sich und zugleich etwas Rebellisches. Schließlich stammt der Mensch teilweise vom rebellischen Igigu Kingu ab.
Im Gilgamesch-Epos wurde ein Konflikt zwischen den Igigu-Göttern und den Anunna, vor allem Enlil, angedeutet. Eine bedeutende Igigu war Ištar, die vor allem in Babylonien eine Vorrangstellung gegenüber anderen Gottheiten genoss. In der assyrischen Religion treten sowohl die Igigu als auch die Anunna freiwillig hinter Marduk zurück, nachdem dieser wie im Enûma elîsch beschrieben die Welt neu geordnet hatte.